# روبرتو بروم
روبرتو بروم (بالإسبانية: Roberto Brum)‏ هو لاعب كرة قدم أرجنتيني في مركز الوسط، ولد في 5 يوليو 1983 في مونتيفيديو في الأوروغواي. لعب مع أتلتيكو باتروناتو وأرجنتينوس جونيورز وأوليمبو وبانفيلد وتاليريس وجيمناسيا لابلاتا وناسيونال أسونسيون وناسيونال مونتيفيديو.

## وصلات خارجية
- روبرتو بروم على موقع قاعدة بيانات كرة القدم.إي يو (الإنجليزية)
- روبرتو بروم على موقع Soccerway.com (الإنجليزية)